# Grabowo (powiat kwidzyński)
Grabowo – wieś w Polsce położona w województwie pomorskim, w powiecie kwidzyńskim, w gminie Sadlinki.
W latach 1945–1954 roku miejscowość była siedzibą gminy Grabowo. W latach 1975–1998 miejscowość administracyjnie należała do województwa elbląskiego.
Pośród pól nieopodal Wisły mały cmentarz mennonitów z jedną stelą o dużej wartości artystycznej. Ze starodrzewu zachowało się kilka drzew.